# Бейн, Джо
Джо Бейн (англ. Joe S. Bain; 12 июля 1912, Спокан, шт. Вашингтон — 7 сентября 1991, Колумбус, шт. Огайо) — американский экономист.
Учился в Калифорнийском университете (Лос-Анджелес); доктор философии (1940) Гарвардского университета. Преподавал в Калифорнийском университете (Беркли) с 1939 по 1975 г. Входит в список «ста великих экономистов после Кейнса» по версии М. Блауга.
Впервые анализировал отраслевые барьеры.

## Основные произведения
- «Ценообразование, распределение и занятость: экономическая теория предпринимательской системы» (Pricing, Distribution and Employment: Economics of an enterprise system, 1948);
- «Международные различия в индустриальной структуре» (International Differences in Industrial Structure, 1966);
- «Эссе по теории цен и индустриальной организации» (Essays on Price Theory and Industrial Organization, 1972).